# 講客廣播電臺
講客廣播電臺是臺灣的一家廣播電台，是臺灣第一家以客家話播音的全國廣播電臺，由客家委員會籌備設立，2017年6月23日開播，目前由客家公共傳播基金會經營。

## 概況
講客廣播電臺以「傳承、創新客家語言文化，實踐客語成為臺灣主流通行語言」為宗旨。根據電台官方網站介紹，電台名稱中的「講客」泛指「講客話」（客家語言傳承）、「傳客音」（客家文化分享）及「聊客事」（客家公共事務參與）。

### 講客三分鐘新聞主播
- 花蓮瑞穗：黃盛源（海陸腔）
- 桃園平鎮：黃娟（四縣腔）
- 南投：王于郡（四縣腔）
- 苗栗西湖：蘇佑昇 （页面存档备份，存于） [2]（海陸腔）
- 新竹竹東：羅盛滿（海陸腔）
- 臺中東勢：宋涵葳（大埔腔）
- 苗栗市：江芮敏（四縣腔）

## 籌備及開播
早在陳水扁政府時期，客委會就已提出設立客家廣播電台的想法，但一直未能實現。由於沒有專屬頻道，客委會採取與多個公營、民營的客家電台共同串聯成聯播網，為聽眾提供各式客家資訊。
2016年6月23日，客委會向立法院內政委員會提交的書面報告表示，客委會將持續推動客家電視台法制化與設立全國性客家廣播電台，並規劃結合客家電視台、全國性客家廣播電台以及策略聯盟地方廣播電視頻道的資源推動成立「客家公共廣播電視集團」。
2016年11月17日，講客廣播電臺依《廣播事業設立許可辦法》取得廣播事業籌設許可。
2016年11月30日，國家通訊傳播委員會（NCC）審議通過客委會及原住民族文化事業基金會（原文會）籌設全區性廣播電臺的頻率指配申請案，將當時中廣寶島網的頻率分配給籌備中的客家廣播電台。經過一系列紛爭，NCC於2017年4月14日收回中廣寶島網和中廣音樂網的頻率。
2017年3月1日至4月7日，客委會舉辦講客廣播電臺第一代標誌公開徵選活動。2017年5月5日，講客廣播電臺第一代標誌公開徵選活動結果揭曉，徐惠菁結合「客家、飛鳥、電波」三元素的作品獲得首獎。
2017年5月9日下午，講客廣播電臺進行第一次試播。2017年6月21日，NCC審議通過講客廣播電臺的廣播執照申請案。講客廣播電臺第一期將先開播台灣北部竹子山轉播站、台灣南部中寮轉播站，可涵蓋台灣北部及南部區域，此後將逐漸增加轉播站，覆蓋全台灣；同日起進行節目試播，內容為之前於ICRT、IC之音播過的5分鐘客語節目（客委會贊助製播）。

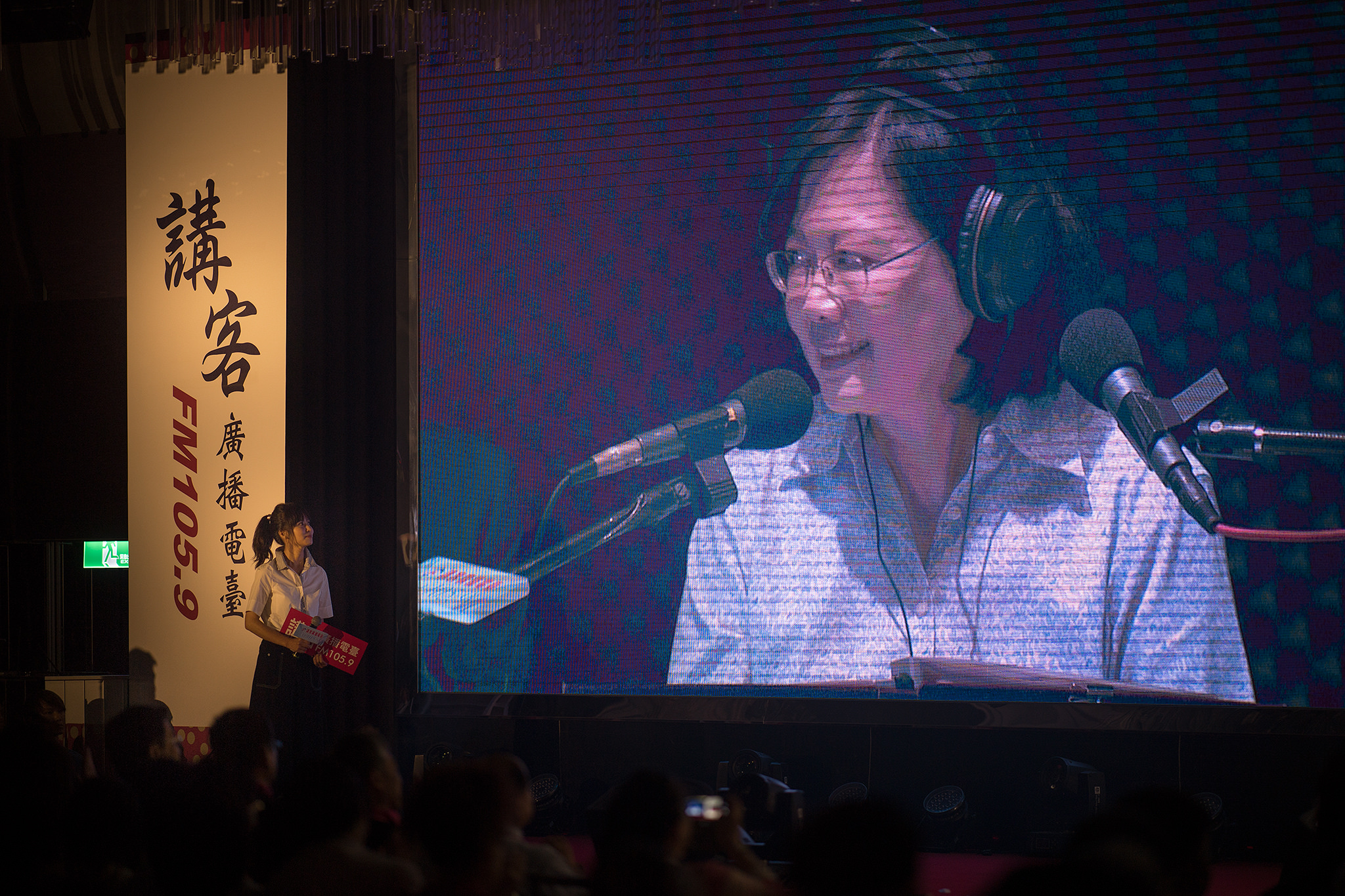
蔡英文在講客廣播電臺開播茶會致詞

2017年6月23日，講客廣播電台正式成立，時任總統蔡英文出席開播茶會，並宣布電台開播。蔡英文在開播致詞中表示，歷任政府都希望能成立一個全國性的客語廣播電台，但一直無法做到；講客廣播電台的開播，是台灣客家語言文化轉型正義的重要指標，也是客家文藝復興的重要工作。
2020年1月1日，客家公共傳播基金會接手經營講客廣播電臺，講客廣播電臺啟用第二代標誌。

## 頻率
目前講客廣播電臺的轉播站，是和中華電視公司、臺灣電視公司和公共電視文化事業基金會各轉播站共站共塔。
| 發射站               | 频率        | 功率  | 發射站位置                                                      | 收聽範圍                                   | 備註                                   |
| 竹子山轉播站         | FM 105.9MHz | 30 kW | 新北市三芝區箭竹段96地號 （附掛於華視北部發射站(竹子山轉播站)） | 台北、新北、基隆、桃園                     | 第一間將發射站設在三芝、田寮的廣播電台 |
| 中寮轉播站           | FM 105.9MHz | 30 kW | 高雄市田寮區七星里鹽水路15號 （附掛於公視中寮轉播站）           | 台南、高雄、屏東                           | 第一間將發射站設在三芝、田寮的廣播電台 |
| 關子嶺轉播站         | FM 104.3MHz | 10kW  | 臺南市白河區關子嶺里126-2號 （附掛於台視枕頭山轉播站）          | 雲林、嘉義、台南                           |                                        |
| 新竹轉播站           | FM 105.7MHz | 5kW   | 新竹縣五峰鄉大隘村269-30號 （附掛於新竹五指山數位電視轉播站）   | 桃園、新竹、苗栗（含內山客家聚落區）       | 該頻率原為中廣寶島網在玉里的頻率       |
| 大湖轉播站           | FM 106.9MHz |       | 苗栗縣大湖鄉武榮村武榮37號 （附掛於公視苗栗大湖轉播站）         | 新竹、苗栗、台中                           |                                        |
| 三義轉播站           | FM 101.5MHz | 30kW  | 苗栗縣三義鄉西湖村伯公坑38-1號 （附掛於文化部苗栗火炎山轉播站） | 桃園、新竹、苗栗、台中、彰化、南投部分地區 |                                        |
| 七星嶺（宜蘭）轉播站 | FM 102.9MHz | 5kW   | 宜蘭縣蘇澳鎮七星嶺6號 （附掛於華視宜蘭轉播站）                  | 宜蘭                                       |                                        |
| 鯉魚山（花蓮）轉播站 | FM 106.9MHz | 5kW   | 花蓮縣壽豐鄉池南村轉播台1號 （附掛於華視花蓮轉播站）            | 花蓮（鳳林以北、新城以南）                 |                                        |
| 西川山（臺東）轉播站 | FM 106.9MHz | 5kW   | 臺東縣太麻里鄉三和村47號 （附掛於華視臺東轉播站）               | 台東（大武以北、鹿野以南）                 |                                        |

另外，台北時間每天17:00-18:00，講客廣播電台的節目也會通過中央廣播電台6105kHz面向台灣、中國大陸及東南亞播出。中央廣播電台的客語廣播也會在其餘時段播出講客電台的部分節目。

## 爭議
由於講客廣播電臺由客委會籌備設立，政府經營媒體引發部分人士的質疑，認為民主進步黨曾經主張“黨政軍退出媒體”、卻在蔡英文政府執政後公然介入媒體，擔憂講客電臺將淪為政策護航、洗腦工具。對此，2017年6月16日，客委會與NCC均予以否認，並表示講客廣播電台係依據《廣播電視法》及《客家基本法》相關條款籌設，未來將考慮成立客家公共傳播基金會，以納入客家電視台、講客廣播電臺及相關客家出版品，負責辦理全國性客家公共傳播事項；或是將講客電台納入台灣公共廣播電視集團。
2017年，客委會提報行政院的《客家基本法》第12條修正案，擬修正為「政府應依法推動設立全國性之客家公共廣播及電視行政法人，其組織以法律定之」，意即往後客家電視台、講客廣播電臺等客家廣電媒體的主導及監督機關均為客委會，客委會並擁有客家廣電媒體人事聘任權。此修正案引起傳播學者、媒改團體與客家電視台員工反彈，更引發客家電視台員工質疑是背離“黨政軍退出媒體”；之後，客委會將報請行政院審議的版本刪除「行政法人」字樣。2017年4月，客委會副主任委員楊長鎮說，客家電視台將與講客廣播電台整合並依公共化模式經營，但客委會內部還在討論是以行政法人或類似公視基金會的方式經營。
2017年6月15日，客委會主任委員李永得表示，講客廣播電台暫由客委會直接經營，未來客家電視台、講客廣播電台將交由客家公共傳播基金會負責。2017年6月16日，中國國民黨立法院黨團書記長王育敏說，民進黨在野時極力主張黨政軍退出媒體，執政後卻公然介入媒體；民進黨立法院黨團幹事長葉宜津說，講客廣播電台不是要黨政軍干預媒體，是為推廣客家文化及母語，「不要吹毛求疵」，應站在「文化保護」角度看，但她還是堅持黨政軍不要干涉媒體。2018年1月18日，國立臺灣藝術大學廣播電視學系教授賴祥蔚說，原住民族廣播電台與講客廣播電台的成立都是部會直接插手，完全違反「黨政軍退出媒體」的精神。
2018年1月31日，《客家基本法》修正公布，第17條規定「政府應捐助設立財團法人客家公共傳播基金會，辦理全國性之客家公共廣播及電視等傳播事項」。
2018年9月13日，行政院會議通過客委會草擬的《財團法人客家公共傳播基金會設置條例草案》，李永得表示，目前講客廣播電台屬於客委會，客家公共傳播基金會成立後將直接經營講客廣播電台以達成客家傳播媒體公共化。
2019年1月7日，總統令，制定公布《財團法人客家公共傳播基金會設置條例》，第4條規定講客廣播電台自客家公共傳播基金會成立日起改由該會管理。
2019年12月27日，客家公共傳播基金會揭牌營運。2020年1月1日，客家公共傳播基金會接手經營講客廣播電台。

## 外部連結
- 講客廣播電臺官方網站（页面存档备份，存于）（繁體中文）
- 講客廣播電臺的Facebook專頁 （页面存档备份，存于）
- YouTube上的客家公共傳播基金會頻道 （页面存档备份，存于）